# Mesnil-Lettre
Mesnil-Lettre è un comune francese di 65 abitanti situato nel dipartimento dell'Aube nella regione del Grand Est.

## Società

### Evoluzione demografica
Abitanti censiti